# Phreatia leioglossa
Phreatia leioglossa är en orkidéart som beskrevs av Rudolf Schlechter. Phreatia leioglossa ingår i släktet Phreatia och familjen orkidéer. Inga underarter finns listade i Catalogue of Life.